# Національний центр виконавських мистецтв
Національний центр виконавських мистецтв або Великий національний оперний театр (кит.: 国家大剧院) — великий, один з найбільших за площею у світі, національний оперний театр у столиці Китаю місті Пекіні.

## Опис
Національний центр виконавських мистецтв розташований у безпосередній близькості від площі Тяньаньмень і Дому народних зборів у Пекіні. 
Будівля Національного центру виконавських мистецтв являє собою еліпсоїдний купол зі скла й титану, що здіймається посеред штучного озера (ставу) Чжуннаньхай.
Площа театру становить 200 000 м², що робить його одним з найбільших у світі. Три головні зали театру здатні вмістити не менше 6 500 глядачів.
Архітектором цього грандіозного проекту виступив француз Поль Андрьо — будівництво тривало від грудня 2001 року до грудня 2007 року. Споруда, що є відвертим взірцем футуризму, позбавленого національного забарвлення, в історичному осередку китайської столиці викликала свого часу й традиційно лишається мішенню суперечок, критики і невдоволення низкою фахівців і громадськістю, адже не вписується в історичне міське середовище й пекінський ландшафт. Окремі нарікання були пов'язані із вартістю проекту, який від початку втілення в життя подорожчав у рази. За неоковирний вид будівля театру дістала народну назву «Яйце».

## Історія
У 1958 році будівництво Національного центру виконавських мистецтв було затверджено центральною владою в рамках проекту до десятої річниці утворення Китайської Народної Республіки. Особисто прем'єр-міністр Чжоу Еньлай займався цим проектом, а архітектурний план був розроблений університетом Цінхуа. Місцем для театру обрали західний бік від Зали народних зборів.
Однак через обмежені економічні можливості процес зносу та переселення місцевих жителів для звільнення території виявився вкрай складним. Хоча для розміщення переселенців навіть задіяли будинки різних міністерств, Пекін не зміг забезпечити всіх житлом, тому центральний уряд призупинив будівництво.
Будівництво Національного центру виконавських мистецтв стало одним із нездійснених бажань Чжоу Еньлая. Перед смертю він доручив продовжити проект двом людям: будівництво Національної бібліотеки та театру. Після початку політики реформ та відкритості питання будівництва було знову порушено.
У жовтні 1996 року на 6-му пленумі 14-го скликання Центрального комітету КПК було ухвалено рішення про необхідність створення великих культурних об'єктів, включаючи Національний центр виконавських мистецтв. 1997 року місцем будівництва було затверджено ділянку на західній стороні Залу народних зборів.
У 1998 році була створена група з керівництва проектом та художній комітет. За організацію та реалізацію відповідав Комітет власників, що складається з представників Пекіна, Міністерства культури та Міністерства будівництва.
22 липня 1999 року на засіданні Постійного комітету Політбюро ЦК КПК було затверджено проект французького архітектора Поля Андре.
Будівництво розпочалося 13 грудня 2001 року, завершилося у липні 2007 року. Випробувальні виступи розпочалися 25 вересня 2007 року, а офіційне відкриття відбулося 22 грудня того ж року. Загальна вартість становила 2,68838 мільярда юанів.

## Архітектура
Національний центр виконавських мистецтв займає площу 118 930 м ², загальна будівельна площа - 149 520 м ². Основна будівля включає зовнішню оболонку, оперний театр, драматичний театр, концертний зал, громадський хол та супутні приміщення.
Загальна кількість місць у театрі – 5366, з них:
- оперний театр - 2081 місце;
- драматичний театр – 957 місць;
- концертний зал – 1859 місць;
- малий театр – 469 місць.

Зовнішня оболонка будівлі виконана у формі півсфери з розмірами 212,2 м завдовжки, 143,64 м завширшки та 46,285 м заввишки. Вона облицьована титановими панелями, а центральна частина є скляною стіною. Будівля оточена штучним озером площею 35500 м². Усі входи розташовані під водою.
Конструкція театру поділена на три функціональні зони:
Зона 201: північний вхід, підземний гараж.
Зона 202: Основні функціональні приміщення (оперний театр, драматичний театр, концертний зал).
Зона 203: південний вхід, ресторани, технічні приміщення.
Підземний гараж розрахований на 951 автомобіль та 1420 велосипедів. Також передбачено підводний перехід, що сполучає будівлю з лінією метро №1.